# Botsmark
Botsmark is een plaats in de gemeente Umeå in het landschap Västerbotten en de provincie Västerbottens län in Zweden. De plaats heeft 209 inwoners (2005) en een oppervlakte van 49 hectare. De plaats ligt aan het meer Botmarkssjön en aan de rivier de Sävarån. De stad Umeå ligt ongeveer vijftig kilometer ten zuidoosten van de plaats. Net buiten de plaats ligt waarschijnlijk de grootste zwerfsteen op aarde. Botsmark is met ongeveer 200 meter boven de zeespiegel een van de hoogst gelegen plaatsen van de gemeente Umeå.

## Verkeer en vervoer
Bij de plaats loopt de Länsväg 364.